# Klakah (Klakah)
Klakah is een bestuurslaag in het regentschap Lumajang van de provincie Oost-Java, Indonesië. Klakah telt 7583 inwoners (volkstelling 2010).